# Elemicina
L'elemicina és un compost orgànic natural present als olis essencials d'algunes espècies vegetals.
L'elemicina deu el seu nom a l'elemí (Canarium luzonicum), l'oli essencial del qual conté un 2,4% d'elemicina.